# Apisa alberici
Apisa alberici là một loài bướm đêm thuộc phân họ Arctiinae, họ Erebidae.